# Ocularia undulatovittata
Ocularia undulatovittata är en skalbaggsart som beskrevs av Stefan von Breuning 1967. Ocularia undulatovittata ingår i släktet Ocularia och familjen långhorningar. Inga underarter finns listade i Catalogue of Life.